# Carl Pfeiffer (Politiker)
Carl Pfeiffer (* 6. März 1814 in Frankenberg (Eder); † 26. Februar 1883 in Kassel) war ein deutscher Politiker und Minister im Kurfürstentum Hessen.

## Leben
Pfeiffer studierte Rechtswissenschaft an der Philipps-Universität Marburg. Er arbeitete ab 1857 als Vortragender Rat im kurhessischen Justizministerium. Von 1862 bis 1865 war er Vorstand des Justizministeriums und 1864 zugleich Innenminister. 1865 arbeitete er kurze Zeit als Referent im Gesamtstaatsministerium und Vortragender Rat im Geheimen Kabinett. 1866 wurde er Obergerichtsdirektor in Fulda.